# Fedótovka (Krasnodar)
Fedótovka (del ruso: Федо́товка) es un seló de la unidad municipal de la ciudad de Novorosíisk del krai de Krasnodar, en el sur de Rusia. Está situado en la vertiente septentrional del monte Koldun (447 m), en la península de Abráu, a 2 km de la orilla nororiental del mar Negro, 7 km al suroeste de Novorosíisk y 107 km al suroeste de Krasnodar, la capital del krai. Tenía 171 habitantes en 2010
Pertenece al municipio Mysjakski.

## Economía
Alrededor de la localidad se desarrolla la viticultura y la horticultura.